# 三木武夫
三木武夫（日语：／ Miki Takeo；1907年3月17日—1988年11月14日），日本政治家。日本自由民主党总裁、第66代日本內閣總理大臣（首相）。

## 生平
出身德島縣土成町。当選19回議員，在職51年。日本自民党内最小派系三木派的领导人，1974年首相田中角荣因为金脈問題下台后，通过椎名裁定意外上台，但仅2年后就因为治理腐败损害党内大派系利益而被迫下台。专注于淨化政界、政治改革，其政治姿态被人称为“绿色三木”。眾議院議員高橋紀世子是其長女。

## 从政經歷
- 1937年（昭和12年）毕业于明治大学、首次当选日本众议院议員。其後曾留学於南加州大學，後於1966年獲頒該校榮譽法學博士。
- 1947年（昭和22年）6月，出任遞信大臣。
- 1955年（昭和30年）3月，出任運輸大臣。
- 1958年（昭和33年）6月，出任科学技術廳長官兼經濟企划廳長官。
- 1961年（昭和36年）7月，出任科学技術廳長官。
- 1965年（昭和40年）6月，出任通商產業大臣。
- 1966年（昭和41年）12月，出任外務大臣。
- 1972年（昭和47年）8月，出任国務大臣。
- 1972年（昭和47年）12月出任国務大臣兼環境廳長官。期間九州熊本縣水俣市發生水俣病事件。三木武夫發表言論，倡議設立日本國立水俣綜合研究中心（国立水俣病総合研究センター）。
- 1973年（昭和48年）11月，再次出任環境廳長官。
- 1974年（昭和49年）12月，當選自民党总裁。
- 1974年（昭和49年）12月，出任内阁总理大臣。
- 1976年（昭和51年）12月，自民党在大選中雖保住執政地位但失勢，辞任首相。由福田赳夫接任。
- 1988年（昭和63年）11月因心臟衰竭病逝，享壽81岁。

## 軼事
香港有諺語三木武夫來形容在電影或電視劇裡木無表情的演員。據聞是因為他在新聞裡經常都板起臉，木無表情。這個比喻一直流傳至現在。
例如韋基舜有"香港三木武夫"之稱。